# Zona industriale di Catania
La Zona industriale di Catania è un'area situata a sudovest del territorio della città di Catania, dove è concentrata  la maggior parte degli insediamenti industriali dell'omonima provincia.

## Geografia
La Zona industriale di Catania occupa l'area delimitata a nord dall'Aeroporto di Catania-Fontanarossa nell'omonimo quartiere, ad est dalla Strada statale 114 Orientale Sicula che la separa dal quartiere Villaggio Paradiso degli Aranci, a sud dalla Tangenziale di Catania oltre il quale vi è il fiume Simeto che sfocia nel quartiere Primosole e ad ovest dalla ferrovia Catania-Siracusa che la separa dalle contrade Bicocca, Passo del Fico e Passo Cavaliere.
È suddivisa in otto blocchi che ospitano i capannoni, così denominati:
- Blocco Giancata: il più piccolo per estensione, costeggia la tangenziale;
- Blocco Palma 1: situato a est di Blocco Giancata è delimitato a nord dalla tangenziale, da un canale di bonifica a est, e dalla strada provinciale che taglia la zona industriale longitudinalmente;
- Blocco Palma 2: situato a sud del Blocco Palma 1;
- Blocco Pantano: si sviluppa a sud della XIII Strada tra la III e la V Strada, fino allo stradale Primosole;
- Blocco Pezza Grande: si sviluppa a Nord della XIII Strada tra la III, la IV e V Strada;
- Blocco Torrazze: è l'area a sudest della zona industriale confinante con la SS114 a est, con la tangenziale a sud, con Blocco Giancata a ovest e con Blocco Torre allegra a nord;
- Blocco Torre Allegra: si trova a sud di Blocco Plama 2 e ospita una caserma dei Carabinieri.

## Storia
A partire dagli anni trenta e fino al secondo dopoguerra, vennero intrapresi piani di bonifica e prosciugamento che portarono all'acquisizione di grandi aree coltivabili nel quartiere Pantano d'Arci: si trattava di un'area fra l'Aeroporto di Fontanarossa a nord e il Simeto a sud, il cui terreno si presentava acquitrinoso e nel quale le ricorrenti piene del fiume e dei suoi affluenti avevano formato paludi permanenti e piccoli laghi poco profondi, che, pur essendo un vero e proprio paradiso ecologico, risultavano però insalubri per le persone a causa della presenza della zanzara della malaria.
Lo sviluppo dell'area industriale etnea si verificò negli anni cinquanta, e già nel 1951 il Comune di Catania decideva di riperimetrare la zona dove insediare eventuali industrie, inglobando in essa ben 130 ettari di terreno bonificato: la scelta di tale area venne confermata dapprima dalla legge regionale n. 30 del 1953 e poi anche dal Piano Regolatore approvato dal Comune l'anno successivo. La Regione, attraverso la So.Fi.S, si assunse inoltre l'onere di infrastrutturare l'area - cui si sarebbero aggiunti ulteriori finanziamenti nel 1958 - e ciò portò alla creazione di importanti insediamenti produttivi. Vennero così realizzati i raccordi ferroviari con la Stazione di Bicocca ed ampliato il fascio binari della stessa a suo supporto. Con la legge nazionale n. 634 del 1957, la nascente "Zona Industriale" di Catania venne inserita tra le aree beneficiarie dei finanziamenti statali per l'industrializzazione del Mezzogiorno e il loro ammodernamento infrastrutturale.
Nel 1962, nell'area operavano 41 stabilimenti che occupavano 3.867 addetti, e si trattava principalmente di imprese medio-piccole dei settori edilizio, meccanico, chimico, elettrico ed alimentare, della lavorazione del legno e di quella dei minerali. Gli insediamenti industriali più consistenti furono comunque quelli della Cesame (produzione apparecchi igienico-sanitari; 1955), della American Cyanamid (settore farmaceutico; 1959), della S.I.BE.G. (imbottigliamento della Coca-Cola per la The Coca-Cola Company; 1960), della ATES (componentistica elettronica ed elettromeccanica; 1961), della Montecatini - quest'ultima però già presente nel capoluogo etneo dal 1930, in quanto la sede precedente era sita alle ex Ciminiere -, della Latte Sole (allevamento bovini e industria lattiero-casearia; 1962) e della Agrofil (liofilizzazione frutta; 1963). 
Nel 1963, con il D.P.R. n. 2390 fu istituito il "Consorzio per lo Sviluppo Industriale ASI", con relativo statuto, il cui piano elaborato nel 1967 portò all'espansione dell'area destinata ad uso industriale a circa 1900 ettari, e venne recepito con questa estensione nel PRG di Luigi Piccinato del 1969. Il numero di occupati nell'agglomerato industriale catanese registrò un significativo incremento: si passò dai 4.750 del 1968 ai 9.103 del 1979, ai 10.366 nel 1987. Seppur modesto ed inferiore ai propositi, lo sviluppo dell'industria a Catania fece guadagnare alla città siciliana l'appellativo di "Milano del Sud".
Agli inizi degli anni novanta, diverse multinazionali dell'elettronica e dei semiconduttori si insediarono nell'area, incoraggiate dall'amministrazione comunale allora guidata dal sindaco Enzo Bianco e dalle attività del manager Pasquale Pistorio, e ciò fece in modo che la zona industriale catanese assumesse il nome di Etna Valley. Operanti in piena sinergia con l'Università degli Studi di Catania e col CNR, tra queste aziende vanno citate: Alcatel, Berna, Meridionale Impianti, Selex ES, Telespazio, oltre a IBM, Maxim Integrated Products, Nokia, Nortel, Numonyx, Texas Instruments Incorporated, Vodafone e Wyeth-Lederle, che impiegarono 5.000 fra laureati e diplomati.
A partire dagli anni 2000, il polo tecnologico catanese, che stava per svilupparsi, andò incontro alla crisi essendo mutata la congiuntura economica mondiale, che con la globalizzazione ha visto l'emergere di economie di altri Paesi, in particolare quelli dell'Estremo Oriente: ciò ha comportato sia una riduzione delle attività e della forza lavoro impiegata, che il blocco di alcune iniziative importanti di parecchie delle aziende coinvolte. Ad aggravare ulteriormente la situazione vi è stata la Grande crisi economico-finanziaria del 2007-2008, che ha visto la chiusura di numerose aziende ivi operanti ed il licenziamento di molti lavoratori.

## Situazione odierna
Nella Zona industriale di Catania hanno sede circa 300 aziende, gran parte delle quali medio-piccole e piccole, che operano principalmente nei settori edilizio, meccanico, metallurgico, impiantistica elettrica, energia, commercio all'ingrosso e dettaglio, trasporti. 
La maggiore impresa operante nell'area per dimensioni e numero di addetti è la Stmicroelectronics (già SGS Thomson), multinazionale franco-italiana dei semiconduttori elettronici, presente con uno stabilimento per la produzione di memorie non volatili ed un centro di ricerca e sviluppo, che impiega 4.586 dipendenti. Altra multinazionale presente è la statunitense Pfizer, nel settore farmaceutico, che vi opera dal 2009 dopo aver rilevato lo stabilimento ex Cyanamid, in cui sono impiegati 750 dipendenti e che registra una produzione annuale di 30 milioni di unità. Pfizer inoltre, produce attraverso la sua controllata Zoetis, farmaci veterinari destinati ai mercati internazionali, in un altro stabilimento che impiega 150 addetti.
Altro importante insediamento produttivo è quello della 3Sun, specializzata nella produzione di pannelli fotovoltaici, attiva dal 2010, che impiega circa 280 dipendenti. 
Tra le storiche imprese sorte nell'area industriale di Catania, è ancora attiva la SIBEG (acronimo di  Società Imbottigliamento Bevande Gassate), fondata nel 1960 da imprenditori locali - dal 1976 di proprietà della famiglia Busi - che produce, imbottiglia e distribuisce bevande analcoliche con i marchi della statunitense The Coca-Cola Company, per la quale lavorano 320 addetti. Sempre nel settore alimentare, fino al 2017 operava la Compagnia Meridionale Caffè S.p.A., specializzata nella torrefazione del caffè, commercializzato con il marchio Caffè Torrisi, tra le più antiche aziende catanesi essendo stata fondata nel 1911.
A più riprese ha anche operato la CESAME, una delle più importanti industrie europee produttrice di apparecchi igienico-sanitari di qualità tra gli anni ottanta e novanta, che dopo il fallimento del 2010 dovrebbe ripartire con una società cooperativa creata da un gruppo di ex dipendenti, che ha rilevato marchio e stabilimento. Nel settore metalmeccanico opera l'azienda Agris-Brumi s.r.l., nota per la produzione di macchine agricole con il marchio Brumi. 
Nell'ambito della grande distribuzione organizzata, opera la multinazionale svedese IKEA, presente con un suo store inaugurato nel 2011, il secondo punto di vendita in Italia con i suoi quasi 2 milioni di visitatori l'anno. Nel medesimo settore, opera anche la Virlinzi, maggiore azienda siciliana specializzata nel commercio all'ingrosso e al dettaglio di prodotti di ferramenta, utensileria (professionale e ad uso hobbistico), giardinaggio, acquedottistica, idraulica e termoidraulica, attiva dal 1926.
Nonostante i periodi di crisi manifestatisi nel corso dei vari decenni abbiano causato il ridimensionamento della capacità produttiva complessiva, ed avuto effetti devastanti sul piano occupazionale, la Zona industriale di Catania produce da sola il 15% del PIL manifatturiero siciliano.